# Sayo
Se llamaba sayo a las túnicas holgadas, poco ceñidas o sin ceñir, que llegaban hasta las rodillas, así como a cierto tipo de casaca larga y con botones que solían llevar los aldeanos. La palabra sayo se ha utilizado también como sinónimo de vestido. Véase: sago.

## Variantes
- sayo de armas: el confeccionado con tela acolchada, que servía para defender el cuerpo de los golpes y las heridas en enfrentamientos.
- sayo vaquero: vestido exterior que cubre todo el cuerpo y se ataca por una abertura que tiene atrás, en lo que sirve de jubón (se utilizó mucho en niños, con la simple denominación de vaquero).
- sayo galo, vestimenta militar que usaban los galos en tiempos de guerra de quienes lo adoptaron los romanos con algunas alteraciones. Tenía la forma de una túnica con mangas.
- sayo clámide, vestimenta militar que tenía parte del sayo galo y del clámide griego. Era como una túnica con mangas y servía para denotar y distinguir las jerarquías militares según las franjas y adornos que se le ponían.[2]
- sayo (adjetivo): de una persona, que tiene malos modales, que trata de aprovecharse de sus semejantes o de la situación. Los españoles y los germanos usaron también el sayo militar para ir a la campaña. Los ponchos españoles son un remedo del antiguo sayo militar.

## Expresiones relacionadas
- Hacer de su capa un sayo: actuar con absoluta libertad, sin dar cuentas a nadie de la potestad propia.
- Hasta el cuarenta de mayo, no te quites el sayo: no hay que confiarse y mantener la ropa de abrigo, e impermeable hasta el 9 de junio.[3] Este refrán se ha ido acortando en el siglo XXI por la transmisión boca a boca, pero la generaciones nacidas en la primera mitad del siglo XX decían: Hasta el 40 de mayo no te quites la capa ni el sayo. Incluso esta forma es una abreviatura de una anterior: Hasta el 40 de mayo el pastor no se deja en casa la capa ni el sayo. El refrán también se decía en otras lenguas de la península ibérica: En enfouto del mes de Mayu, el pastor non dexe'n casa la capa nin el sayu.
- Al que le venga/quepa el sayo, que se lo ponga: una forma indirecta de calificar a una persona.[4]
- ¡No seas tan sayo!: es una forma de decirle a alguien que no sea tan cara dura, tan hipócrita.
- ¡Qué sayez!: ‘¡qué poca vergüenza!, ¡qué descaro!’